# 박종관 (배우)
박종관(朴鍾官, 1946년 2월 15일~)은 대한민국의 배우이자 연극인이었다.

## 생애
1964년 중앙대학교 연극영화과 입학과 함께 연극배우로 첫 데뷔를 하였으며, 1972년 MBC 문화방송 공채 5기 탤런트로 연예계에 정식 데뷔했다. 2012년에 배우를 비롯하여 연극 및 작품 등을 비롯한 방송 활동을 모두 은퇴하고, 그 이듬해(2013년)에 전라남도 나주시에 자리를 잡았다.

## 출연작

### TV 드라마
- MBC 드라마 《무신》 ... 유승단 역
- tvN 시트콤 《세 남자》
- MBC 드라마 《주몽》 ... 송양 역
- MBC 드라마 《신돈》 ... 홍언박 역
- EBS1 청소년드라마 《TV로 보는 원작동화 - 악마의 유혹》 ... 영호 할아버지 역
- MBC 드라마 《제5공화국》 ... 정주영 역
- MBC 드라마 《매일 그대와》
- MBC 드라마 《홍국영》
- MBC 드라마 《황금시대》
- MBC 시트콤 《세 친구》 ... 박효정(반효정 분)이 박상면과 윤다훈을 데리고 점을 본 점술관의 점쟁이 역으로 카메오 단역
- MBC 드라마 《허준》 ... 정작 역
- MBC 드라마 《사랑해 당신을》
- MBC 시트콤 《점프》
- MBC 시트콤 《여자 대 여자》 ... 박오철 문화대학교 의과대학원 수석부원장 겸 원장 직무대리 역
- MBC 드라마 《대왕의 길》 ... 김상로 역
- SBS 드라마 《여자》 ... 나중석 역
- KBS1 드라마 《용의 눈물》 ... 조민수 역
- MBC 시트콤 《남자 셋 여자 셋》 ... 신동엽의 고모부 박종관 역
- KBS2 드라마 《파리공원의 아침》
- KBS1 드라마 《사랑할 때까지》
- MBC 드라마 《사과꽃 향기》
- MBC 드라마 《별》
- MBC 드라마 《제4공화국》 ... 옥계 유진산 역
- SBS 드라마 《코리아게이트》 ... 동산 윤치영 역
- SBS 드라마 《국화와 칼》
- SBS 드라마 《장희빈》 ... 허목 역
- MBC 드라마 《까레이스키》
- SBS 드라마 《작별》
- MBC 드라마 《야망》
- SBS 드라마 《머나먼 쏭바강》 ... 이대용 역
- KBS 드라마 《당신이 그리워질 때》
- MBC 드라마 《제3공화국》 ... 우양 허정 역
- KBS1 드라마 《삼국기》
- MBC 드라마 《사람과 사람》
- MBC 드라마 《반민특위》 ... 김동성 역
- MBC 드라마 《별난가족 별난학교》
- MBC 드라마 《똠방각하》
- MBC 드라마 《김형사 강형사》
- MBC 드라마 《제2공화국》 ... 우양 허정 역
- MBC 드라마 《인현왕후》 ... 박세채 역
- MBC 드라마 《인생화보》
- MBC 드라마 《아름다운 밀회》
- MBC 드라마 《야호》
- MBC 드라마 《남한산성》 ... 김자점 역
- MBC 드라마 《생인손》
- MBC 드라마 《임진왜란》 ...강극검 역
- MBC 드라마 《그해의 삽화》
- MBC 드라마 《조선총독부》 ... 야마가다 역
- MBC 드라마 《설중매》 ... 신승선 역
- MBC 드라마 《3840 유격대》
- MBC 드라마 《뿌리깊은 나무》
- MBC 드라마 《인간의 문》
- MBC 드라마 《포로들》
- MBC 드라마 《제너럴 셔먼호》
- MBC 드라마 《남강 이승훈》
- MBC 드라마 《민족풍속도》
- MBC 드라마 《제1공화국》
- MBC 드라마 《전원일기》 ... 각종 단역
- MBC 드라마 《안국동 아씨》
- MBC 드라마 《백년손님》
- MBC 드라마 《최후의 증인》
- MBC 드라마 《소망》
- MBC 드라마 《사랑의 계절》
- MBC 드라마 《우주탐험대》
- MBC 드라마 《연지》
- MBC 드라마 《X 수색대》
- MBC 드라마 《특파원 001》
- MBC 드라마 《쇠랑산 처녀》
- MBC 드라마 《거상 임상옥》
- MBC 드라마 《황금부처의 비밀》
- MBC 드라마 《제3교실》
- MBC 드라마 《113 수사본부》
- MBC 드라마 《임꺽정》
- MBC 드라마 《대원군》
- MBC 드라마 《수사반장》

### 연극
- 《세종대왕》 ... 조선 정종 이방과 역(주연)